# Give It to Me
Give It to Me – utwór nagrany przez Timbalanda, Nelly Furtado i Justina Timberlake’a na drugi, solowy album Timbalanda, „Timbaland Presents Shock Value” (2007). Piosenka została wydana jako pierwszy singel z krążka.

## Formaty i lista utworów
| Lp.                         | Tytuł                            | Czas                        |
| Amerykański singel winylowy | Amerykański singel winylowy      | Amerykański singel winylowy |
| --------------------------- | -------------------------------- | --------------------------- |
| 1.                          | "Give It to Me" (Radio Edit)     | 3:33                        |
| 2.                          | "Give It to Me" (Album Version)  | 3:58                        |
| 3.                          | "Give It to Me" (Instrumental)   | 3:57                        |
| Europejski CD maxi-singel   |                                  |                             |
| 1.                          | "Give It to Me" (Radio Edit)     | 3:33                        |
| 2.                          | "Give It to Me" (Instrumental)   | 3:58                        |
| 3.                          | "Come Around" (featuring M.I.A.) | 3:57                        |
| X.                          | "Give It to Me" (Video)          | 3:58                        |

## Remiksy utworu
- Give It To Me (Roberto Bedross Club Mix) 6:14
- Give It To Me (Kelly Houston Remix Part 1) 6:37
- Give It To Me (Kelly Houston Remix Part 2)
- Give It To Me (Samuel Remix) 4:06
- Give It To Me (HitMixers Remix) 5:17
- Give It To Me (Therapy Electronic Session) 7:41
- Give It To Me (E-Thunder Hard & Nervous Gay Pride Mix) 8:29
- Give It To Me (DJ VNO Private Club Mix) 6:45
- Give It To Me (Ranny’s Big Room Mix) 7:08
- Give It To Me (Jones & Joey C. Vibelicious Club Mix) 9:02
- Give It To Me (Arcadious & Groove Dee House Remix) 6:37
- Give It To Me (Patrick Vee Remix) 4:28
- Give It To Me (Midas Touch Remix) 4:15
- Give It To Me (Blake Accurate Remix) 4:12
- Give It To Me (Blaster Project Dance Mix) 4:46
- Give It To Me (DJ Ohma Remix) 6:05
- Give It To Me (D.R Remix) 3:22
- Give It To Me (Sta Remix) 6:18
- Give It To Me (Jeremy Word Mix) 7:03
- Give It To Me (DJ LGV House Remix 2007) 5:52
- Give It To Me (Luminfire’s Orinoco Mix ‘n’ Mash) 4:05
- Give It To Me (Bert’s Piano Man Vocal Mix)
- Give It To Me (Bert’s Piano Man Dub)
- Give It To Me (Bert’s Piano Man Radio Mix) 3:45
- Give It To Me (Amnesty International Remix)
- Give It To Me (Sonic Electro Mix)
- Give It To Me (Sam998899's Club Mix)
- Give It To Me (Sam998899's Radio Mix)
- Give It To Me (Tyler Nelson Dark Anthem Mix)
- Give It To Me (Benevolent 12 Inch Remix)
- Give It To Me (Benevolent Radio Remix)
- Give It To Me (Aetomos Remix)
- Give It To Me (Funked Off DJ’s Mix)
- Give It To Me (DJ’Bass Remix)
- Give It To Me (DJ Much Glamour Remix)

## Najwyższe pozycje
| Lista przebojów (2007)       | Najwyższa pozycja |
| ---------------------------- | ----------------- |
| Australia ARIA Singles Chart | 16                |
| Austria Top 75 Singles       | 3                 |
| Belgia Singles Top 50        | 4                 |
| Brazylia Hot 100 Singles     | 4                 |
| Kanada Hot 100               | 1                 |
| Chile Top 100 Dance Club Mix | 6                 |
| Czechy IFPI Chart            | 7                 |
| Dania Airplay Chart          | 2                 |
| Irlandia Singles Chart       | 2                 |
| Finlandia Top 20 Singles     | 6                 |
| Francja Singles Chart        | 7                 |
| Niemcy Single Chart          | 3                 |
| Ameryka Łacińska Top 100     | 40                |
| Włochy Singles Chart         | 8                 |

| Lista przebojów (2007)          | Najwyższa pozycja |
| ------------------------------- | ----------------- |
| Latyno Ameryka Singles Chart    | 18                |
| Lista hit fm                    | 1                 |
| Nowa Zelandia Singles Chart     | 2                 |
| Norwegia Singles Chart          | 4                 |
| Peru Top 100 Airplay Chart      | 93                |
| PL Download Charts              | 1                 |
| Rosja Airplay Chart             | 5                 |
| Południowa Afryka Singles Chart | 1                 |
| Szwecja Singles Chart           | 21                |
| Słowacja Singles Chart          | 6                 |
| Wielka Brytania Singles Chart   | 1                 |
| Świat                           | 3                 |
| USA Billboard Hot 100           | 1                 |
| USA Billboard Pop 100           | 1                 |